# Wilderness (Sydafrika)
 For alternative betydninger, se Wilderness. (Se også artikler, som begynder med Wilderness)
Wilderness er en mindre by på Garden Route i Western Cape-provinsen i Sydafrika.  

## Beliggenhed
Byen ligger tæt på og øst for byen George, på hovedvej N2 på vej mod Knysna, lige ved Kaaimans Rivers udløb i Det indiske Ocean. Byen og egnen deromkring er velkendt for den lange, hvide sandstrand og lagunerne, og der er mange ferieboliger i området.

## Klimaet
Byen har et utroligt mildt klima i lighed med resten af Garden Route-området. Der er kun små temperaturudsvingninger og der er sjældent under 10°C om vinteren og som oftest under 28°C om sommeren, men med regn i en tilpas mængde til at sikre den store frodighed på stedet. 

## Andet
Det gamle damptog, Outeniqua Choo Tjoe, der forbandt byerne George og Knysna, gik igennem Wilderness. I dag kører toget mellem George og Mossel Bay og kommer dermed ikke længere til Wilderness.
Wilderness var hjemby for den forhenværende Præsident i Sydafrika, P.W. Botha, frem til hans død i 2006.